# Папудогло, Семён Павлович
Семён Па́влович Папудогло (? — не ранее 1920) — ломжинский губернатор в 1909—1917 годах, тайный советник.

## Биография
Из дворян. Среднее образование получил в Одесской частной гимназии Ставилло.
В 1876 году окончил юридический факультет Новороссийского университета и поступил на государственную службу.
Чины: статский советник (1895), действительный статский советник (1901), тайный советник (1911).
В 1889 году перешел на службу в Привислинский край. Занимал должности младшего, а затем старшего делопроизводителя в канцелярии варшавского генерал-губернатора. Был плоцким (1898—1908) и варшавским (1908—1909) вице-губернатором, а затем  ломжинским губернатором (1909—1917).
В Гражданскую войну участвовал в Белом движении на Юге России, служил по ведомству министерства внутренних дел во ВСЮР. Летом 1920 года — в Константинополе, на острове Лемнос и в Сербии.
Дальнейшая судьба неизвестна. Был женат на Ольге Николаевне Папудогло. 

## Награды
- Орден Святого Станислава 3-й ст.;
- Орден Святого Станислава 2-й ст.;
- Орден Святой Анны 2-й ст. (1892);
- Орден Святого Владимира 4-й ст. (1897);
- Орден Святого Владимира 3-й ст. (1903);
- Орден Святого Станислава 1-й ст. (1906);
- Высочайшая благодарность (1912);
- Орден Святой Анны 1-й ст. (1913);

- тёмно-бронзовая медаль «В память Русско-Турецкой войны 1877—1878 гг.»